# Období Azuči-Momojama
Období Azuči-Momojama (japonsky 安土桃山時代, Azuči-Momojama džidai) je období japonských dějin mezi lety 1568 až 1600, kterému předcházelo období válčících států Sengoku. Období Azuči-Momojama skončilo v roce 1600, kdy bylo Japonsko znovusjednoceno pod vládou šógunů a zaveden přísný centralizovaný vládní režim známý v japonské historiografii jako šógunát Tokugawa.

## Historie

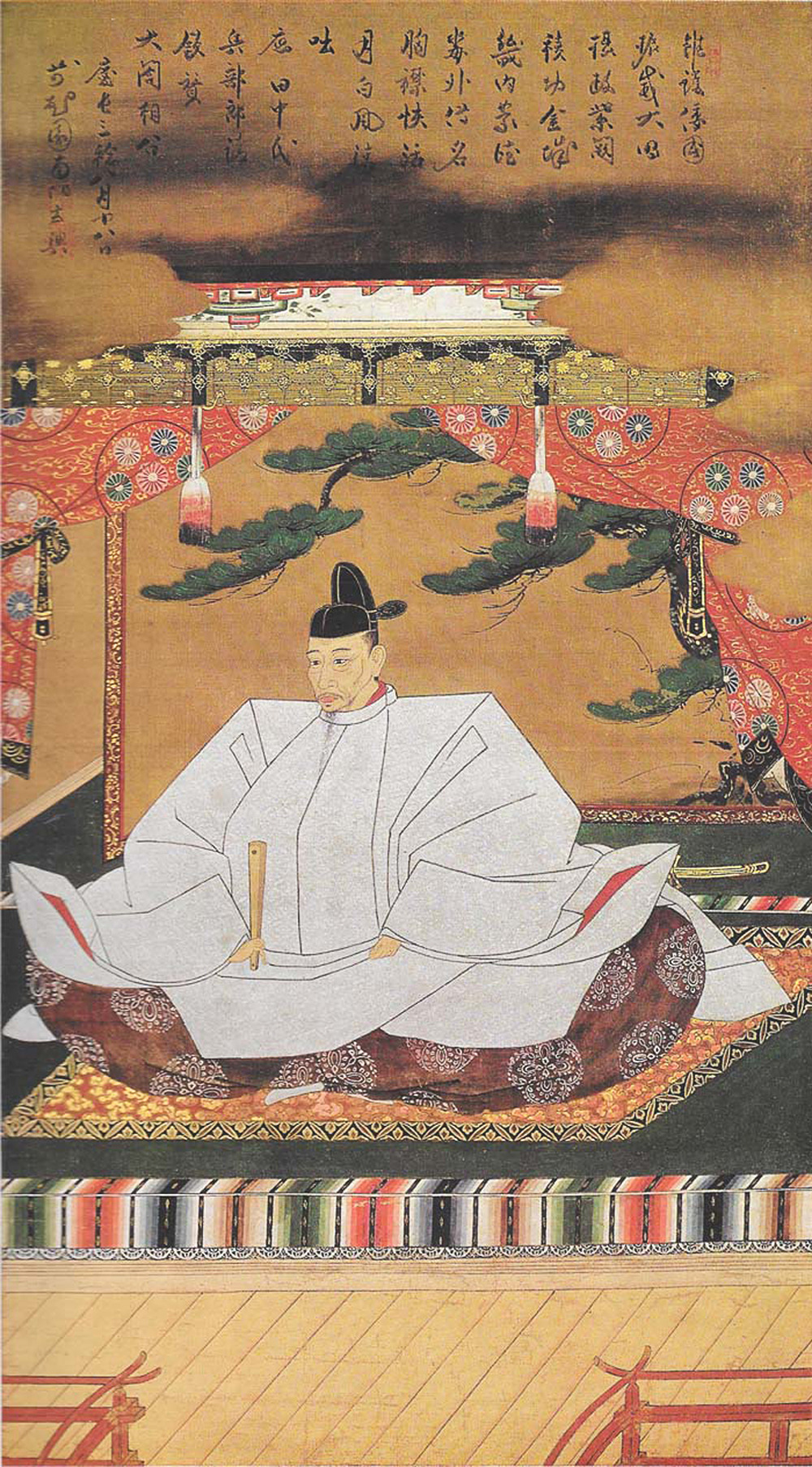
Významná postava období Azuči-Momojama, sjednotitel Japonska Tojotomi Hidejoši

Období Azuči-Momojama je nazýváno podle opevněných míst - hradů Azuči a Momojama, které sloužily Nobunagu Odovi a Hidejošimu Tojotomimu jako centra jejich moci předtím, než dosáhli na nejvyšší posty v zemi. Období Azuči-Momojama začalo vojenskou výpravou velitele a daimjóa Nobunagy Ody s cílem podmanit si hlavní město Kjóto a stát se tak svrchovaným vládcem opětovně sjednocené země.
Nobunaga brzy v čele svých armád porazil vojska šóguna Jošihideho Ašikagy, který se mu postavil na odpor. Šikovnou diplomatickou politikou se mu také podařilo umlčet císařovy námitky vůči svému způsobu uchopení moci a postupně izoloval a vojensky si podmanil nejdůležitější nepřátelská knížata. V zájmu posílení své moci a upevnění státní autority zkonfiskoval na dobytých územích zbraně všemu obyvatelstvu a snažil se obnovit všeobecnou disciplínu a úctu k autoritám. Nařídil provést katastrální soupis veškeré zemědělské půdy v zemi. Další prostředek k upevnění moci představovalo přesídlení nedůvěryhodných a potenciálně nebezpečných knížat do dalekých severních provincií země.
Nobunaga neměl rád buddhistické mnichy a s podezřením se díval na přílišnou moc a velký politický vliv buddhistických chrámů, protože během období Sengoku vytvořily kláštery vlastní soukromé armády, které se během nepokojů v období Sengoku výrazně angažovaly ve válkách na straně Nobunagových protivníků. Tato skutečnost naopak vysvětluje jeho mimořádně kladný vztah ke křesťanským misionářům, kteří v Japonsku začali působit v polovině 16. století brzy poté, co portugalští obchodníci v roce 1543 přistáli u japonských břehů. V roce 1582 byl Nobunaga zavražděn jedním ze svých generálů a v jeho odkazu sjednotit Japonsko pokračoval jeho nejbližší spolupracovník a nástupce Hidejoši Tojotomi.
Hidejoši pokračoval ve sjednocování země a pod svou kontrolu získal i dosud vládnímu vlivu odolávající západní provincie. Hidejoši po získání rozhodující moci odmítl přijmout v očích obyvatelstva obecně zdiskreditovaný titul šóguna a místo něj vládl jako titulární císařský regent kanpaku. Roku 1587 vydal edikt, kterým se zakazovalo na území Japonska vyznávat křesťanství a křesťanským misionářům bylo nařízeno, aby do dvaceti dnů opustili zemi. Toto nařízení ale nebylo nijak přísně prosazováno, zřejmě z obavy, aby nebyl ohrožen výnosný zahraniční obchod s Portugalci.
V roce 1591 Hidejoši zlikvidoval poslední centrum odporu na severu ostrova Honšú, čímž dokončil sjednocení země do jediného státního celku. Zároveň s tím obnovil pevný vládní režim, založený na přísné feudální kázni a vztahu podřízenosti a nadřazenosti mezi členy společnosti. Nechal provést obecný soupis půdy, jehož smyslem bylo, aby se i obyčejný rolník stal soukromým vlastníkem vlastního pozemku a byl tak zodpovědný za placení dávek z jeho výnosu, čímž měly narůst daňové příjmy státu a oslabit hospodářská moc místních zeměpánů.
Ke konci svého života ustanovil Hidejoši regentskou radu pěti starších, která se skládala z nejmocnějších knížat. Všechny její členy před smrtí zavázal přísahou, že budou věrní jeho synovi Hidejorimu, budou dodržovat Hidejošiho zákony a nebudou sobecky sledovat své vlastní cíle. Hidejoši zemřel roku 1598.
Po smrti jednoho z regentů, který byl nejvlivnějším ochráncem Hidejoriho, porušil okamžitě přísahu věrnosti slíbenou Hidejorimu Iejasu Tokugawa, jeden z pěti regentů, který tak nerespektoval Hidejošiho poslední přání týkající se následnictví jeho syna. Tokugawa prostřednictvím několika strategických sňatků svých potomků s čelnými představiteli vojenské šlechty vytvořil spojenectví se čtyřmi nejmocnějšími vojenskými rody v zemi a připravoval se na úplné převzetí moci do svých rukou. Iejasuovo jednání vyvolalo odpor zbylých představitelů klanu Tojotomi a jim věrných knížat. Roku 1600 došlo k bitvě u Sekigahary mezi nimi a Iejasuovým spojeneckým vojskem, v níž Iejasu vyhrál. Ihned po vítězné bitvě začal pronásledovat své protivníky, zabavil léna nepřátelských feudálů a zároveň odměnil ty, kteří mu pomohli, čímž zlomil jakýkoliv odpor vůči své vládě. Aby legalizoval svou moc, obnovil vojenskou vládu bakufu a nechal se v roce 1603 jmenovat šógunem.

## Chronologie období Azuči-Momojama (1568–1603)
(japonsky: 安土 - 桃山時代; Azuči - Momojama džidai)

### Eiroku
(永禄)
- 1568: Nobunaga Oda (織田 信長) přesunul své ústředí z Kijosu (清洲) v Owari do pevnosti Inabajama v provincii Mino a přejmenoval ji na Gifu. Řídil se tak radou svého samuraje Tokačira Kinošity (Hidejošiho Tojotomi).

Motonari Móri znovu dosadil Mičinaa Konó, v provincii Ijo, když byl předtím donucen Tojocunou Ucunomijou utéct.
Jošisuke Itó se zmocnil Obi v jižní části provincie Hjúga.
7. listopad: Nobunaga Oda vstoupil se svou armádou do Kjóta a ustavil Jošiakiho Ašikagu šógunem.
Prosinec: Odovy síly pod vedením Kacuie Šibaty rozdrtily armády Mijošiho a Macunagy u řeky Sakai, v provincii Seccu.
Klany Takedů a Imagawů vstoupili do války.
- 1569:

Leden: Mijoši zaútočil na Jošiakiho Ašikagu. Stalo se tak v Kjótu, v chrámu sekty Ničiren - Honkokúdži.
Duben: Luis Frois, jezuitský misionář, který do Japonska přicestoval během roku 1563 a je znám jako autor knihy Historia de Japam (odhalující Japonsko v období mezi lety 1549–1593), se v Kjótu setkal s Nobunagou Odou.
Srpen: Šikanosuke Jamanaka se utkal se silami klanu Móri v provincii Izumo.
Září: Jošihisa Šimazu zabral hrad rodu Hiširaki. Jednalo se o Oguči, v provincii Ósumi.
Čósokabe Motočika porazil klan Aki z provincie Tosa a zahájil plán na obsazení celého ostrova Šikoku.
Říjen: Móriové a Ótomové se utkali poblíž Hakaty, v provincii Čikuzen.
Listopad: Šingen Takeda obklíčil hrad Odawara, který se nacházel v provincii Sagami. Po týdnu se Šingen stáhl, aby porazil armádu Hódžóů v bitvě o Mimasetoge.
Nobunaga Oda rozprášil jednotky Tomonoriho Kibatake z provincie Ise a donutil ho se mu podrobit. Hned na to nechal zrušit stanice na výběr mýtného v celém Ise.
23. listopadu: Udžimasa Hódžó dokončil opravy hradu Odawara.
Prosinec: Motonari Móri stáhl svou armádu z provincie Čikuzen.

### Genki
- 1570:

Leden: Šingen Takeda vedl armádu do provincie Suruga.
Únor: Šingen Takeda zabral hrad Hanzawa, který patřil Sukejošimu Óharovi.
Duben: Nobunaga Oda navštívil Kjóto a provedl přípravy na tažení proti Jošikagemu Asakurovi.
Květen: Nobunaga společně s Iejasuem vytáhli proti Jošikagemu Asakurovi do Ečizenu; Nobunaga byl však zrazen svým švagrem Nagamasou Azaiem, což ho donutilo se stáhnout.
Červen: Šingen Takeda se utkal s jednotkami Hódžóů a Imagawů v provincii Suruga.
30. červen: Odové a Tokugawové společně porazili vojska Azaiů a Asakurů u Anegawy, v provincii Ómi; následně Nobunaga vyrazil na hrad Odani, který patřil klanu Azai, ale po týdnu neúspěšného obléhání se stáhl.
Srpen: Nobunaga deklaroval nepřátelství mezi ním a klášterem Hongandži Išijama.
Udžimasa Hódžó se postavil do čela klanu po smrti Udžijasua Hódžóa.
Nobunaga získal větší kontrolu nad oblastí kolem přístavu Sakai, v provincii Seccú.
V bitvě u Imajamy byla vojska klanu Ótomo poražena armádou klanu Rjúzódži, vedenou Naošigem Nabešimou. Toto vítězství znamenalo upevnění moci Takanobua Rjúzódžiho nad provincií Hizen.
Prosinec: Nobunaga zaútočil na povstalce u Nagašimy.
- 1571: Portugalští kupci změnili cíl svých obchodních cest z přístavu Funai v provincii Bungó, na kotviště v Nagasaki, v provincii Hizen.

Květen: Nobunaga Oda oblehl pevnost Nagašima sekty Ikkó-ikki v provincii Ise.
Takahisa Šimazu umírá.
Přístav Nagasaki je vyhlášen místem pro zahraniční obchod s Portugalci.
Srpen: Iejasu Tokugawa se zmocnil pevnosti Nagašino v provincii Mikawa, která patřila Sadajošimu Suganumovi.
Zemřel vládce západních provincií Motonari Móri. Jeho nástupcem se stává jeho vnuk Terumoto.
Šingen Takeda a Kenšin Uesugi se naposledy utkávají tváří v tvář. Stalo se tak na řece Tone, v provincii Kózuke.
30. září: Nobunaga Oda vypálil horu Hiei a zničil tak hlavní centrum náboženských nepokojů. Za oběť požáru padl celý komplex chrámů Enrjakudži a Miidera.
- 1572:

Leden: Šingen Takeda uzavírá mírovou dohodu s Hódžóy; později přerušuje svoje vztahy s klanem Uesugi.
Duben: Nobunaga Oda rozprášil v provincii Ómi zbytky klanu Rókkaku.
Květen: Takanobu Rjúzódži donutil ke kapitulaci Hirokada Cukušiho. Stalo se tak v provincii Čikuzen.
Červen: Jošihisa Šimazu zvítězil v provincii Hjúga nad Jošisukem Itó v bitvě o Kizakiharu.
Září: Nobunaga Oda zaútočil na centrum klanu Azaiů, Odani.
Listopad: Šingen Takeda vede svou armádu proti Tokugawovi, jehož provincie Mikawa tvoří přirozenou překážku na cestě do Kjóta. Šingenovy ambice sahají až titulu šóguna.
Kenšin Uesugi se utkal se sektou Ikkó-Ikki v provincii Eččú, která zde vyvolávala nepokoje.
Prosinec: Nobutomo Akijama, vazal klanu Takeda, obsadil v provincii Mino hrad Iwamura, který byl v držení klanem Oda.

### Tenšó

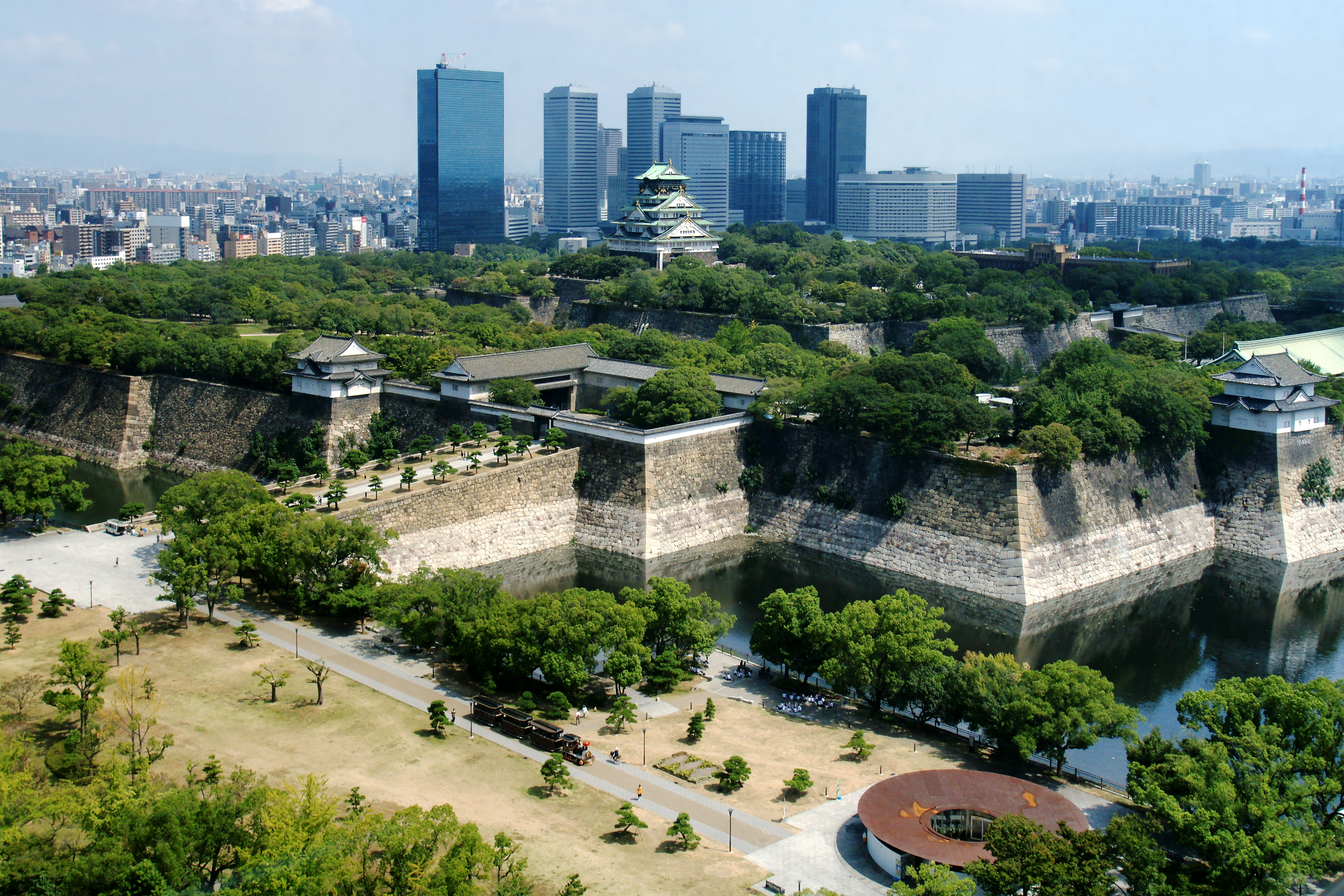
Ósacký hrad

- 1573: Narodil se významný představitel zenové sekty Rinzai a učitel Mijamota Musašiho, Sóhó Takuan. Stalo se tak v provincii Tadžima.

6. leden: Šingen Takeda poráží vojska Iejasua Tokugawy v bitvě u Mikatagahary. Jeho armáda však utrpěla citelné ztráty a sám byl v boji vážně zraněn kulkou.
3. květen: Nobunagova vojska obklíčila Kjóto a donutila šóguna Jošiakiho Ašikagu, aby se vzdal pokusů o rebelii. V té době již Nobunaga disponoval mocí, která mu dovolovala ovládat císařský dvůr v Kjótu. Navíc to byl právě Nobunaga, který pomohl Jošiakimu získat zpět oficiíální postavení šóguna a který mu v Kjótu vystavěl honosný palác Nidžó. Začal definitivní proces sjednocování Japonska.
13. květen: Šingen Takeda podléhá svému zranění, které utrpěl u Mikatagahary a jeho nástupcem je jmenován jeho syn Kacujori. Začíná doba úpadku klanu Takeda.
Červenec: Nobunaga podniká neúspěšný útok na povstalce v Nagašimě.
18. srpen: Protože Jošiaki neustal ve svém zájmu na potlačení Nobunagova vzestupu, Nobunaga si podrobil šógunovu tvrz na řece Udži; poté byl Jošiaki Ašikaga poslán do vyhnanství. Tím skončila éra šógunů z klanu Ašikaga.
Září: Nobunaga obklíčil Nagamasu Azaie, který v tu dobu pobýval na hradě Odani a porazil posily, které Azaiům poskytli Asakurové.
16. září: Jošikage Asakura spáchal seppuku poté, co Nobunaga Oda zlomil jeho armádu a vstoupil do provincie Ečizen. Zanedlouho po něm se ke stejnému kroku odhodlal také Nagamasa Azai.
Čósokabe Motočika zvítězil nad Kanesadou Ičidžem a stal se pánem provincie Tosa.
Naoie Ukita vyhladil klan Urakami a stal se vládcem provincie Bizen.
- 1574:

Březen: Kacujori Takeda obsadil hrad Takatendžin, který se nacházel v provincii Tótómi a byl v područí Iejasua Tokugawy.
Květen: Sekta Ikkó-Ikki se zmocnila vlády nad provincií Ečizen.
Červenec: Nobunaga Oda oblehl Nagašimu.
Zemřel Jošitaka Satomi, pán provincie Awa.
Srpen: Nobunaga pokračuje v blokádě hradu Nagašima a zapaluje jeho hlavní pevnost. Počet mrtvých se odhaduje na 20000. Z hradu byla ještě před hlavním útokem zachráněna Nobunagova sestra Oiči spolu se svými dětmi.
Odovy jednotky se zmocňují hradu Itami, který byl v područí klanu Ikeda, v provincii Seccú.
- 1575:

Květen: Nobunaga vytáhl v provincii Seccú proti klanu Mijoši.
28. červen: Spojená vojska Nobunagy Ody a Iejasua Tokugawy vítězí nad téměř čtyřicetitisícovým vojskem Kacujoriho Takedy v bitvě u Nagašina. Padlo zde na 10000 Takedových vojáků.
Září: Odové skoncovali v provincii Ečizen s podpůrci kláštera Hongandži. Provincii dostal odměnou Nobunagův generál Kacuie Šibata.
Takakage Kobajakawa, generál klanu Móri, porazil spolu s vojsky Naoie Ukity Motočiku Mimuru z provincie Bingo a dohnali ho k provedení seppuku.
- 1576: Nobunaga dokončil práce na hradě Azuči v provincii Omi (nynější prefektura Šiga) a přesouvá sem centrum své moci.

Nobunaga odstartoval čtyři roky trvající obléhání chrámu Hongandži Išijamy a dostal se do sporu s mocným klanem Móri. Během blokády kláštera Hongandži byli do oblasti Čúgoku poslány jednotky pod vedením generálů Hidejošiho Tojotomi a Micuhideho Akeči.
Duben: Nobunagova vojska jsou poražena armádou klanu Móri během námořního konfliktu u pobřeží provincie Seccú. Střet je také znám jako 1. bitva o Kizugawaguči.
Kacuie Šibata nařídil v provincii Ečizen „hon na meče“, což znamenalo hromadné odzbrojení civilního obyvatelstva.
- 1577:

Březen: Nobunaga zaútočil na mnichy z chrámů Negoródži a Saiga, v provincii Kii.
28. září: Hisahide Macunaga vyvolal revoltu proti Nobunagovi a byl nucen spáchat seppuku poté, co byl obléhán na hradě Šigi, v provincii Jamato.
Říjen: Kenšin Uesugi obsazuje provincii Noto.
Listopad: Kenšin Uesugi porazil Nobunagu Odu v bitvě o Tedorigawu, v provincii Kaga.
Prosinec: Hidejoši Hašiba (Tojotomi) zaútočil na hrad Kózuki v provincii Harima.
- 1578:

Leden: Jošihisa Šimazu donutil Jošisukeho Itóa utéct do provincie Bingo.
13. duben: Kenšin Uesugi umírá a o jeho nástupnictví mezi sebou bojují jeho adoptivní synové Kagetora a Kagekacu.
Pro Nobunagu dobyl Hidejoši Tojotomi v provincii Harima hrad Kózuki.
Během 2. bitvy o Kizugawaguči válečné lodě Odů pod velením Jošitaky Kúkiho zvítězili nad Mórii a zabezpečili námořní blokádu Hongandži Išijamy.
Masanobu Kosaka, spolutvůrce Gunkan Kójó, zemřel.
28. srpen: Sórin Ótomo se nechal pokřtít jménem Francis.
Hidejoši oblehl hrad Nagaharua Beššóa, vazala klanu Móri. Jednalo se o hrad Miki v provincii Harima (v západní části nynější prefektury Hjógó).
Listopad: Murašige Araki se vzbouřil proti Nobunagovi a opevnil se na hradě Itami v provincii Seccú. Zároveň přešel pod vlajky klanu Móri a stal se jejich vazalem.
10. prosinec: Jošihisa Šimazu zvítězil nad klanem Ótomo v bitvě u Mimigawy, v provincii Hjúga.
- 1579:

21. červen: Nobunaga Oda předsedal náboženské debatě v Azuči, které se účastnily členové sekt Ničiren a Džódó.
Kagekacu Uesugi a Kagetora Uesugi se utkali o moc v provincii Ečigo. Kagetora byl poražen a byl donucen spáchat seppuku.
Říjen: Pokus Nobunbagy podrobit si provincii Isa skončil neúspěchem.
Mezi Hódžóy a Takedy došlo poblíž Nizumu, v provincii Suruga, ke vzájemné konfrontaci.
- 1580:

Duben: Takedové se utkali s Hódžóy v bitvě u Omosu. Boje probíhaly jak na souši, tak na moři.
9. červen: Klan Ómura oficiálně povolil jezuitům působit v Nagasaki.
9. září: Klášter Hongandži Išijama se vzdala Nobunagovi Odovi
Hidejošimu se vzdal hrad Miki.
Tojokuni Jamana z provincie Inaba se podrobil Nobunagovi.
Mičinao Konó byl poražen vojsky Motočiky Čósokabeho a uprchl do provincie Ijo.
Prosinec: Odovi jednotky pod velením Kacuie Šibaty postoupili proti klanu Ikkó-Ikki v provincii Kaga.
- 1581: Iejasu Tokugawa znovu získal hrad Takatendžin, ležící v provincii Tótómi, který předtím obsadil Kacujori Takeda.

Síly Odů dobyli provincii klanu Uesugi Ečú.
Září: Nobunaga zkřížil zbraně s bojovnými mnichy z hory Kója.
17. září: Jošiaki Sagara z provincie Higo se vzdal Jošihisovi Šimazu.
Hidejoši konečně dobyl po 200 dní trvajícím obléhání hrad Tottori, v provincii Bičú, který byl pod kontrolou klanu Móri.
Říjen: Klan Oda dobyl provincii Iga.
- 1582:

Duben: Hidejoši Tojotomi oblehl Takamacu, pevnost Móriů v provincii Bingo.
Květen: Nobunaga Oda a Iejasu Tokugawa společně vtrhli do provincií Kai a Šinano, panství klanu Takeda. Kacujori Takeda utekl z hlavního města provincie do hor, spolu se svými vazali a rodinou. Než je pronásledovatelé dostihli, spáchal Kacujori seppuku. Tak skončil klan Takeda.
20. červen: Nobunaga Oda zemřel za nejasných okolností v chrámu Honnó (Honnódži) v Kjótu. Zde byl přepaden armádou vedenou vzbouřeným vazalem Micuhidem Akečim. Není známo, zda padl rukou nepřátelského vojáka nebo svou vlastní. Chrám Honnó vyhořel.
25. červen: Hidejoši uzavřel příměří s Mórii na západní frontě. Ti zatím nevěděli o Nobunagově smrti. Souhlasili tedy, aby velitel pevnosti Takamacu spáchal seppuku. Poté Hidejoši okamžitě vyrazil proti Akečimu.
2. červenec: Hidejoši vítězí nad Micuhidem v bitvě o Jamazaki, v provincii Seccú. Nedlouho potom je Micuhido zabit na svém útěku do Sakamota.
Motočika Čósokabe porazil Masajasua Sogóa u Nakatomigawy v provincii Awa a téměř tak dokončil dobývání ostrova Šikoku.
Na podzim Iejasu Tokugawa připojil provincie Kai a Šinano ke svému panství a potlačuje předchozí invazi klanu Hódžó.
Naoie Ukita z provincie Bizen umírá a je okamžitě nahrazen Hideiem Ukitou.
Hidejoši inicioval Taikó Kenči, národní plán určení možností produktivity provincií.
- 1583:

Květen: Hidejoši Tojotomi porazil jednotky Kacuie Šibaty v kopcích poblíž Šizugatake, v provincii Omi. Kacuie unikl do svého panství Ečizen, kde byl dostižen Hidejošiho armádou a po krátkém obléhání spáchal seppuku.
Provincie Ečizen byla předána Nagahidemu Niwovi.
Nobutaka Oda byl obležen v Gifu jednotkami Hidejošiho Tojotomi, pod vedením Nobua Ody. Vzhledem k tlaku okolností byl nucen spáchat seppuku.
Hidejoši započal s mohutnými pracemi na stavbě hradu Ósaka.
- 1584: V provincii Mimasaka se narodil jeden z nejuznávanějších mistrů meče, Mijamoto Musaši.

26. duben: Hidejoši vede armádu do provincie Owari.
5. květen: Vojska Šimazů a Arimů rozdrtily armádu Takanobua Rjúzódžiho u Okitanawate, v provincii Hizen; Takanobu padl v boji.
Hidejoši Tojotomi a Iejasu Tokugawa se utkali v bitvě u Komaki o nástupnická práva Nobua Ody. Nobuo zde sloužil jako figurka, kterou se na svou stranu snažil upoutat jak Hidejoši, tak Iejasu.
15. květen: Tokugawovy jednotky vítězí v bitvě o Nagakute. V boji umírá Hidejošiho přítel, generál Šonjú Ikeda.
Červen: Hidejoši se stahuje z hory Komaki, aby zaútočil na Iejasuova spojence Nobua Odu. Ze strachu z porážky uzavírá Nobuo s Hidejošim separátní mír.
Červenec: Narimasa Sasa vytáhl se svými jednotkami proti Hidejošimu v provincii Ečú. Zaútočil na ně Tošiie Maeda se svým vojskem.
- 1585:

Leden: Hidejoši a Iejasu formálně uzavírají mír.
Duben: Hidejoši potlačil povstalce v Saize, v provincii Kii.
Červen: Hidejoši vytáhl s více než stotisícovou armádou proti ostrovu Šikoku.
25. červenec: Motočika Čósokabe se vzdává a redukuje svoje državy na provincii Tosa.
6. srpen: Hidejoši získal od dvora titul Kampaku. Hidejoši jmenoval pět správců (Bugjó) Kjóta. Mezi nimi byli i Micunari Išida a Nagamasa Asano.
Iejasu Tokugawa vyslal (jak se později ukázalo) neúspěšnou výpravu proti Masajukimu Sanadovi do provincie Šinano.
Hidejoši vydal edikt rušící velkoobchodníky.
Císař Ógimači abdikoval ve prospěch svého nástupce Go-Józeie.
Jošicugu Hatakejama zabil Terumunea Date a jeho nástupcem se stal jeho syn Masamune Date.
29. září: Narimasa Sassa z provincie Eččú se vzdal Hidejošimu.
31. říjen: Hidejoši přijímá rodinné jméno Tojotomi.
Listopad: Masamune Date poráží spojené v bitvě o Motomiju armády, sestavené ze sil Hatakejamy, Ašiny a Satakeho. Stalo se tak v provincii Mucu.
12. listopad: Hidejoši vydává rozkaz Jošihisovi Šimazu zastavit válečné operace proti klanu Ótomo.
10. prosinec: Tokugawův vazal Kazumasu Išikawa znenadání dezertuje k Hidejošimu.
- 1586: Motoharu Kikkawa umírá.

Jukimura Sanada je poslán k Hidejošimu do Ósaky jako rukojmí.
Listopad: Šimazuové pronikají do provincie Bungo, posledního území ovládaného klanem Ótomo.
Prosinec: Rychlý pokus jednotek vyslaných Hidejošim na pomoc klanu Ótomo končí neúspěchem. Stalo se tak na řece Hecugi v provincii Bungo.
- 1587: Hidejoši přijímá titul Daidžó daidžin a stává se tak teprve třetím vojevůdcem (po Kijomorim Tairovi a Jošimicu Ašikagovi), který jej získal.

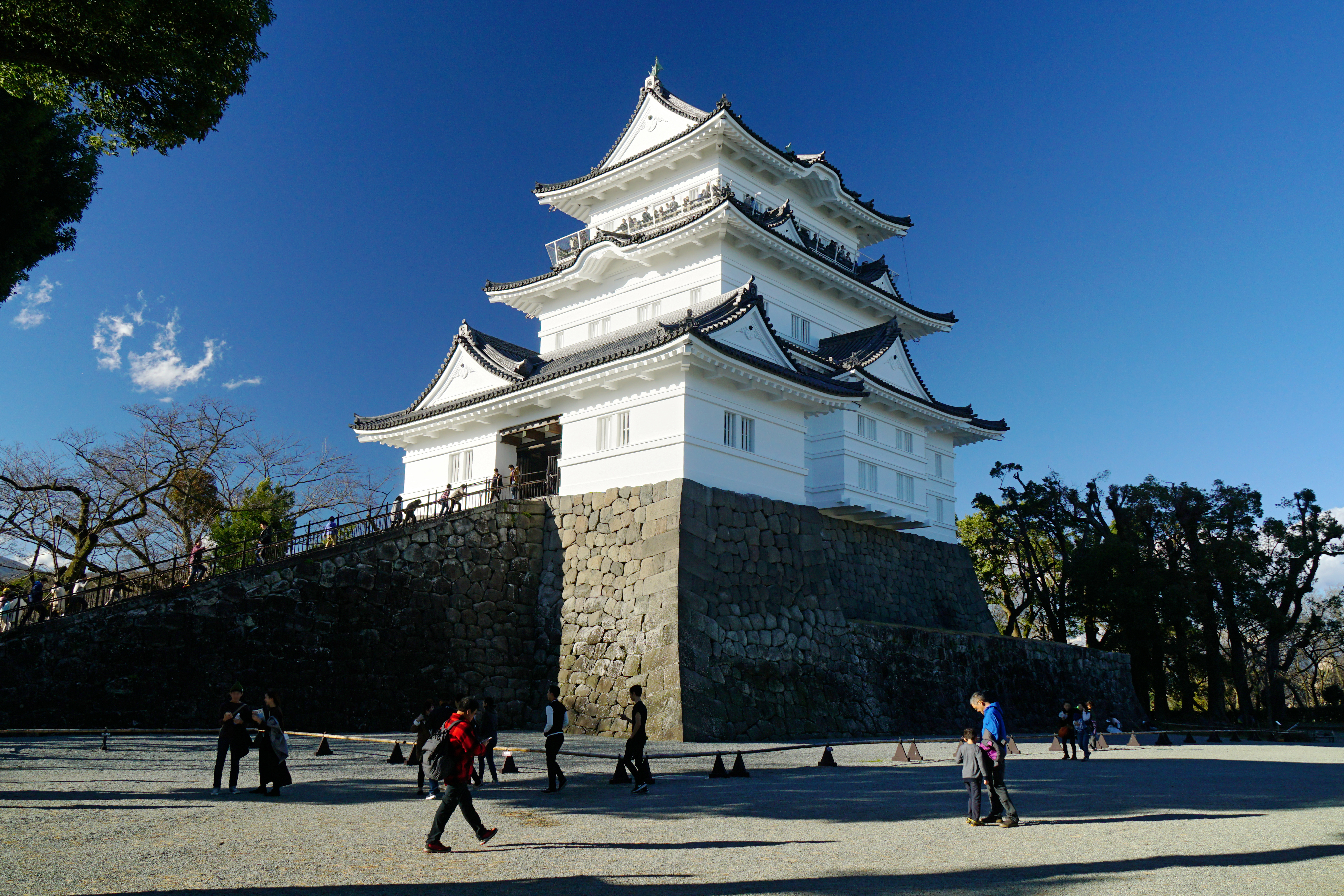
hrad Odawara

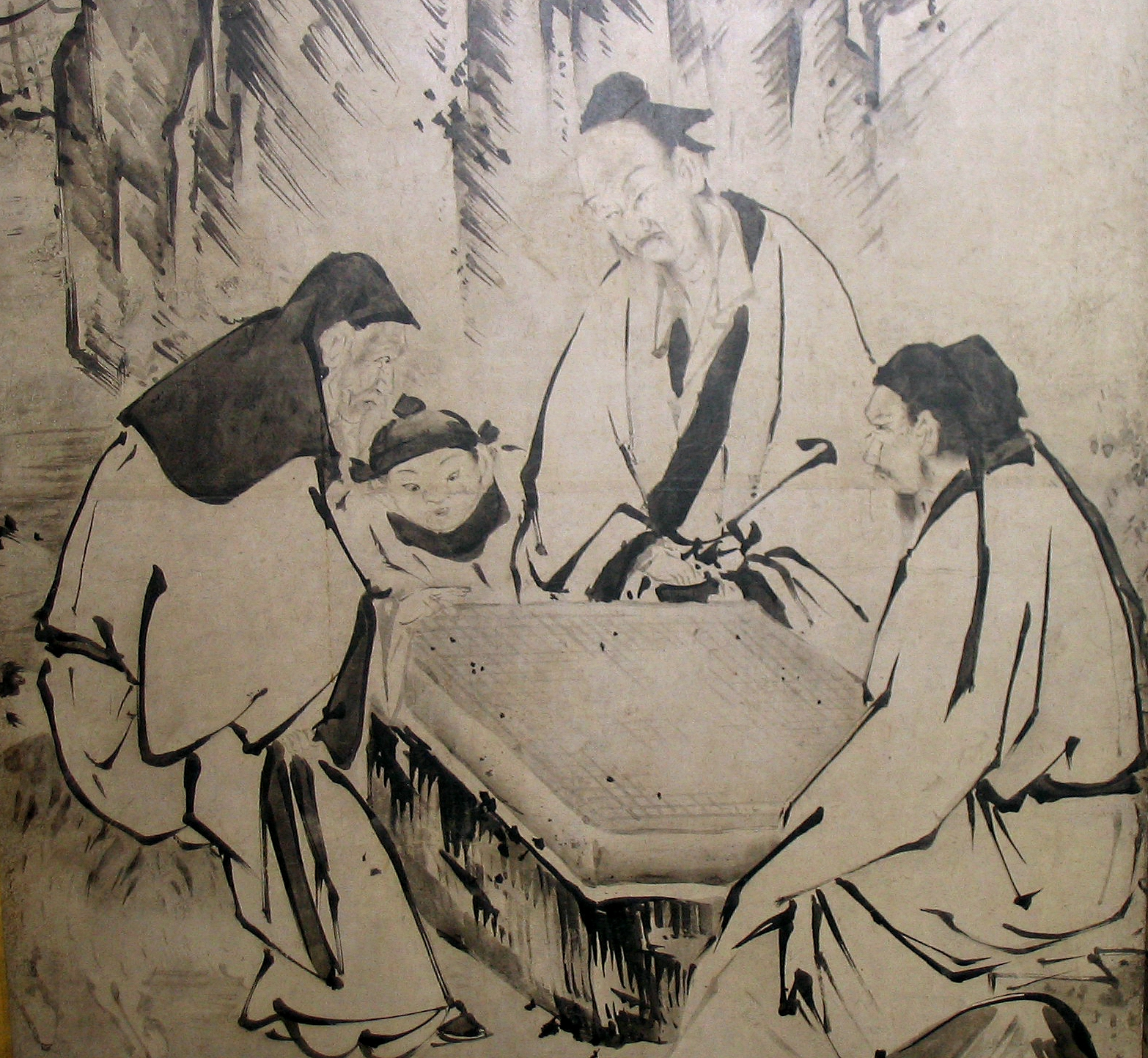
Obraz Kanó Eitokua – hráči Go

Leden: Hidenaga Tojotomi podnikl se svou armádou invazi na Kjúšú.
24. leden: Šimazuové okupují město Funai, v provincii Bungó, ale rychle jej opustili při pohledu na postupující Tojotomiho armádu. Únor
Hidejoši Tojotomi se postavil do čela další armády směřující na Kjúšú a zvětšil tak vojenskou sílu klanu Tojotomi působící v oblasti na 170 tisíc mužů.
6. červen: Hidejoši vítězí nad Šimazuem v bitvě u řeky Sendai.
14. června: Klan šimazu se vzdává. Jošihisa je nucen se stáhnout, ale jeho rodina nadále drží provincie Sacuma, Ósumi a část provincie Hjúga.
Nagačika Kanamori rozdrtil Korecunu Anegakódžiho z provincie Hida aby později prohrál s Hidejošim.
Zemřel Sórin Ótomo.
24. červenec: Hidejoši vydává první edikt, který ustavil vyhnat jezuitské misionáře a zakázat křesťanství.
1.-10. listopad: Sen no Rikjú a Sógju Cuda vykonali pod patronací Hidejošiho Tojotomi velký čajový obřad ve svatyni Kitano v Kjótu.
- 1588:

Jaro: Nepokoje v provincii Higó; Hidejsoši Tojotomi vydává rozkaz, aby Narimasa Sassa za své selhání spáchal seppuku.
Hidejoši posílá vyslance k Udžimasovi Hódžóovi s požadavkem jeho přítomnosti v hlavním městě, kde mu chce nabídnout příslib nedotknutelnosti držav Hódžóů v provincii Kantó.
Srpen: Hidejoši vyhlásil celojaponský „lov na meče“ (hromadné odzbrojení civilního obyvatelstva).
- 1589:

5. leden: Masamune Date důkladně rozdrtil klan Ašina v bitvě o Suriagegaharu.
Hidejoši nařídil přípravy k uskutečnění válečného tažení proti Hódžóům
- 1590:

Květen: Tojotomiho jednotky vtrhly do oblasti Kantó.
Červen: Hidejoši oblehl hrad Odawara (provincie Sagami) s více než dvousettisícovým vojskem.
12. srpen: Odawara kapitulovala. Udžimasa Hódžó spáchal seppuku.
Září: Iejasu Tokugawa přijíždí do hradu Edo, kde se nyní nalézá jeho ústředí. Klan Tokugawa se kompletně přestěhoval do oblasti Kantó a završil tak již 12 měsíců trvající tendence.
Zemřel známý malíř Kanó Eitoku, který se narodil v roce 1543.
- 1591: Jednotky klanu Tojotomi obsazují hrad Kunóe v severní části provincie Mucu. Tímto vítězstvím dokončil Hidejoši své „dobývání“ Japonska.

Leden: Hidejoši informuje korejské diplomaty, že má v plánu dobýt Čínu.
Březen: Hidejoši nařizuje čajovému mistru Sen no Rikjúovi, aby spáchal seppuku.
Duben: Korea nechce povolit tranzit japonských sil pro invazi do Číny.
Zemřel Hidejošiho nevlastní bratr, Hidenaga (Tojotomi) Hašiba.
Hidejoši adoptoval Hidecugua Tojotomi.
Červenec: Druhý pokus o zabezpečení korejské spolupráce pro invazi do Číny ztroskotal.
Srpen: Hidejoši nařizuje přípravy pro invazi do Korey.
Září: Hidejoši vydává rozkaz o přísném rozlišování mezi válečníky a prostými občany a zakazuje další přestupy z jedné třídy do druhé.

### Bunróku

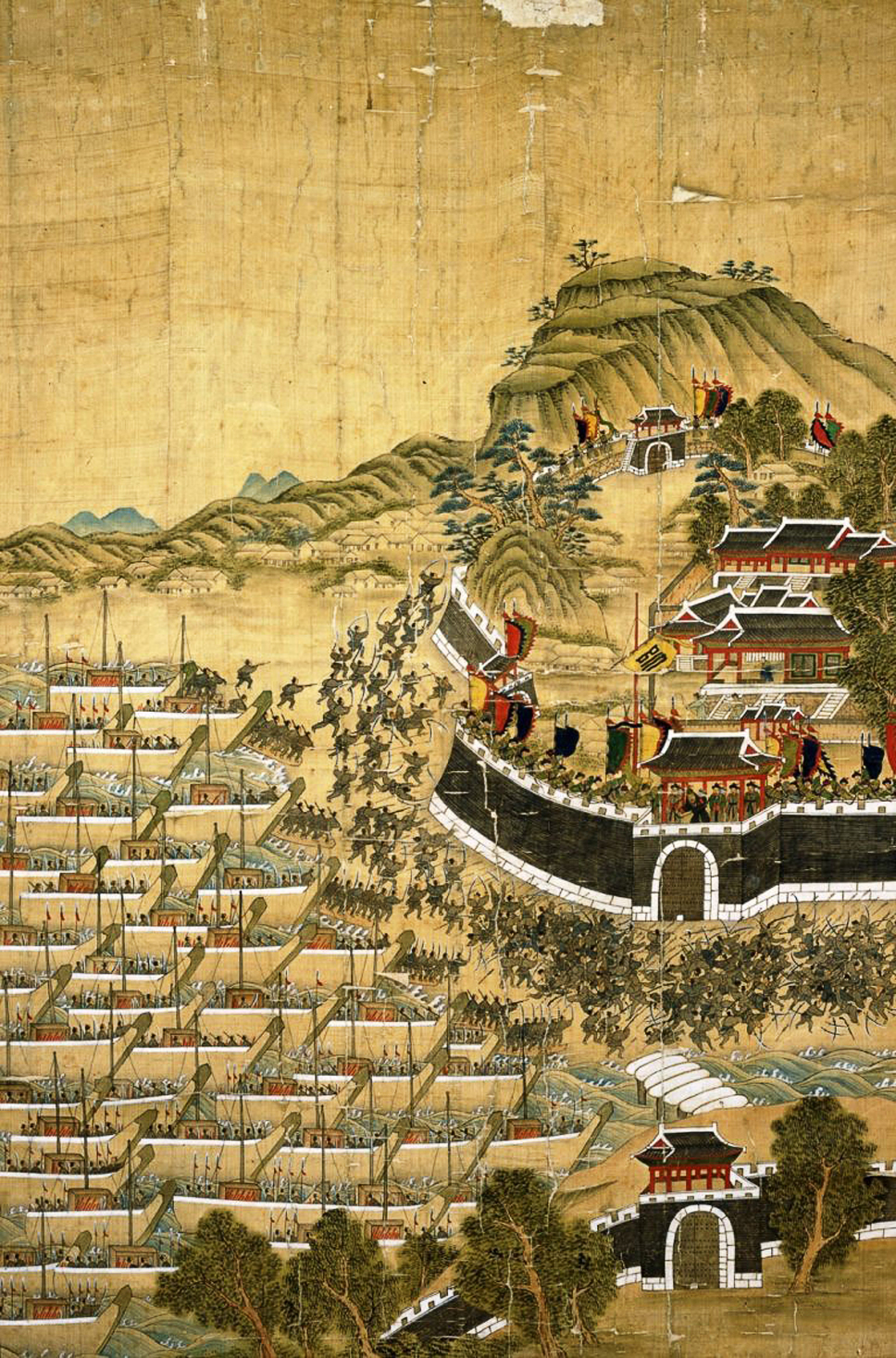
Invaze do Koreje

Bitva u Sekigahary

Znak klanu Tokugawa

- 1592:

11. únor: Hidejoši Tojotomi se vzdává titulu kampaku, aby mohl získat titul taikó.
13. duben: Japonské ozbrojené síly přistávají u korejských břehů a zabírají město Pusan.
15. duben: Jukinaga Koniši obsazuje Tongnae, pevnost severně od Pusanu.
27. duben: Jukinaga Koniši obsazuje Čchungdžu a dává se na pochod na Soul.
Květen: Jukinaga Koniši a Kijomasa Kató okupují Soul.
27. květen: Korejské „želví lodě“ pod vedením admirála Sun Šin Ji potopily 26 japonských plavidel nedaleko Okpo. (Do 8. května jich Ji potopil 18). Želví lodě (Kobukson) byla železnými pláty pobitá plavidla, která měla po stranách a na přídi ocelové bodce a na jejich palubách dleli lukostřelci se zápalnými šípy. Není jasné, proč Hidejoši poslal proti Korejcům obyčejné dřevěné lodě, když v té době měl k dispozici podobné Kobuksonům. Ty používal Nobunaga Oda a jeho flotila byla považována za nezranitelnou.
16. červen: Konišiho divize obsazuje Pchjongjang.
8. červenec:Šin Sun Ji zatáhl Japonce na mělčinu, potopil 47 lodí a 12 zabral. Stalo se tak nedaleko Hansanda.
19. červenec: Kijomasa Kató při svém severovýchodním postupu vítězí v bitvě o Hedžongčchang.
4.-10. říjen: Japonské jednotky pod vedením Tadaokiho Hosokawy neuspěly ve snaze dobýt Čindžu, pevnost severozápadně od Pusanu.
Podzim: Mingská Čína se zapojila do japonsko-korejského konfliktu a osvobozuje Pchjongjang.
Hidejoši získává titul Taikó.
Kosa (Hongandži) Kennjó umírá.
- 1593:

Únor: Japonci opět získávají Pchjongjang od Číňanů. Samurajové pod vedením Takakageho Kobajakawy poráží čínskou armádu při jejím ústupu u Bjokčekwanu.
21. červen: Japonci zabírají Čindžu.
Srpen: Byly ukončeny boje a začala vyjednávání. Formální ukončení prvního konfliktu.
Září: Narodil se Hidejori Tojotomi.
Hidejoši zabavil Jošimunemu Ótomovi jeho území za jeho zbabělost během války v Korey.
- 1594: Hidejoši postavil hrad Momojama.
- 1595:

Srpen: Hidejoši rozkázal svému synovci Hidecuguovi, aby spáchal seppuku a vyvraždil jeho rodinu.

### Keičó
- 1596:

Říjen: U pobřeží Šikoku ztroskotala španělská galeona San Felipe. Tím se otevřelo období krize mezi Hidejošim a cizinci.
- 1597: Mijamoto Musaši porazil svého prvního velkého soupeře, samuraje školy Šintó rjú, Kiheie Arimu.

19. březen: Hidejoši vydal rozkaz ke znovuzahájení války v Koreji. Vrchním velením operací pověřil Hideieho Ukitu.
17. srpen: Japonské jednotky obsadily Namwon.
19. září: „Zázrak z Mjongnjangu“: 16 lodí pod velením admirála I Sun-sina porazilo japonskou flotilu o síle 133 lodí. Hidejoši se nepoučil z předchozí porážky a opět poslal pouze dřevěné lodě. To by vysvětlovalo tuto drtivou porážku. Jeho špatná taktika je připisována jeho zhoršujícímu se psychickému stavu. Podle některých pramenů Hidejoši trpěl v pokročilejším věku duševní nevyrovnaností a snad i chorobou.
Podzim: Kijomasa Kató a Jukinaga Asano byli obklíčeni v Ulsanu. Obléhání trvalo do následujícího jara.
- 1598:

Srpen: Nemocný Hidejoši ustavil radu regentů, kteří měli vládnout, než mladý Hidejori dospěje. Koncil tvořili Iejasu Tokugawa, Tošiie Maeda, Terumoto Móri, Hideie Ukita a Kagekacu Uesugi.
18. září: Zemřel Hidejoši Tojotomi.
Říjen: Japonské síly se připravují na celkové stažení z Koreje.
19. listopad: I Sun-sin umírá během finálního korejského námořního vítězství války u Norjangu.
Kagekacu Uesugi přestěhoval z provincie Ečigo do Aizu majetek v hodnotě 1 000 000 koku (1 koku = cca 2093 litrů; v kontextu jde o převod na jednotky rýže).
- 1599:

Duben: Umírá Tošiie Maeda.
Zemřel také Motočika Čósokabe a jeho nástupcem se stává Moričika.
- 1600: Mijamoto Musaši se utkává a vítězí nad dalším významným šermířem, Akijamou Tadašimou a přidává se ke klanu Ašikaga, který se postavil proti Tokugawovi.

12. dubna: Holandská loď Liefde na palubě s Angličanem Williamem Adamsem dorazila k břehům provincie Bungó. Po Portugalcích (1543) a Španělech (1596) se tak Holanďané s Angličanem stali dalšími Evropany, kteří vstoupili na japonskou půdu.
Srpen: Kagekacu Uesugi se utkal s Masamunem Datem a Jošiakim Mogamim.
17. srpen: „Západní“ vůdci se shromáždili v Sawajamě v provincii Ómi.
22. srpen: Micunari Išida vydává prohlášení odsuzující Iejasua Tokugawu. Iejasu odpovídá přípravou na válku.
6. září: Pod náporem západních vojsk padl hrad Fušimi.
28. září: Východní vojska pod vedením Masamoriho Fukušimy a Terumasy Ikedy obsazují Gifu v provincii Mino.
7. říjen: Iejasu Tokugawa vyráží se svou armádou na západ od Eda, v provincii Musaši.
12. říjen: Hidetada Tokugawa obléhá Masajukiho Sanadu v hradu Ueda, v provincii Šinano.
21. říjen: Iejasu Tokugawa vítězí nad Micunarim Išidou a Hidejorim Tojotomim v bitvě u Sekigahary.
6. listopad: Micunari Išida je v Kjótu popraven.